# Нојштат (Досе)
Нојштат (њем. Neustadt) град је у њемачкој савезној држави Бранденбург. Једно је од 23 општинска средишта округа Остпригниц-Рупин. Према процјени из 2010. у граду је живјело 3.645 становника. Посједује регионалну шифру (AGS) 12068324.

## Географски и демографски подаци
Нојштат се налази у савезној држави Бранденбург у округу Остпригниц-Рупин. Град се налази на надморској висини од 35 метара. Површина општине износи 75,4 km². У самом граду је, према процјени из 2010. године, живјело 3.645 становника. Просјечна густина становништва износи 48 становника/km².